# Velîki Lukî, Lebedîn
Velîki Lukî (în ucraineană Великі Луки) este un sat în comuna Katerînivka din raionul Lebedîn, regiunea Sumî, Ucraina.

## Demografie
Componența lingvistică a localității Velîki Lukî
     Ucraineană (95%)
     Rusă (5%)
Conform recensământului din 2001, majoritatea populației localității Velîki Lukî era vorbitoare de ucraineană (95%), existând în minoritate și vorbitori de rusă (5%).